# Marits i mullers
Marits i mullers (títol original en anglès: Husbands and Wives) és una pel·lícula estatunidenca de Woody Allen estrenada el 1992, que es va doblar al català. És l'última que va filmar al costat de la seva llavors parella sentimental Mia Farrow. La pel·lícula, a més de ser una fita pel que fa a guió i actuacions, mostra un efectiu ús de la càmera en mà, amb realisme a les escenes, i influeix directament en el ritme.

## Argument
Dues parelles s'ajunten a sopar una nit. Jack (Sydney Pollack) i Sally (Judy Davis) anuncien que se separaran, i això fa que Gabe (Allen) i Judy (Farrow) reflexionin sobre la seva situació en parella, i no totes les seves conclusions són esperançadores. La pel·lícula s'alça com una de les cintes més agudes del cineasta, és una afortunada dissecció de la conducta humana i de la vida amorosa. Completen el repartiment Liam Neeson i Juliette Lewis.

## Repartiment
- Woody Allen: Gabe Roth
- Mia Farrow: Judy Roth
- Judy Davis: Sally
- Sydney Pollack: Jack
- Juliette Lewis: Rain
- Liam Neeson: Michael Gates
- Blythe Danner: mare de Rain

## Nominacions
- César a la millor pel·lícula estrangera